# Mihai Niță
Mihai Niță (n. 20 ianuarie 1956, Morunglav, România) este un politician român, ales senator în 2008 din partea PDL. În 2012, a trecut la PC și a fost ales din nou senator în 2012 și deputat în 2016 din partea ALDE, succesorul PC. De fiecare dată a candidat în județul Olt.